# Electrophaes chrysophaës
Electrophaes chrysophaës là một loài bướm đêm trong họ Geometridae.